# Феофілакт Вотаніат
Феофілакт Вотаніат (д/н — 1014) — військовий діяч Візантійської імперії.

## Життєпис
Походив з провінційної знаті. Народився у маєтку або поселенні Вотан. Про його батьків нічого невідомо. Зробив кар'єру під час правління імператора Василя II. Візантійський хроніст Іоанн Скіліца називає Феофілакта Вотаніата другом імператора. Переважно відзначився під час війн проти болгарського царя Самуїла I.
1014 року призначено дукою (за іншими відомостями префектом) феми Фессалоніки. Відігравав значну роль у війні з болгарами. У битві при Фессалоніках переміг болгарське військо на чолі із Несторицею, в результаті чого не дав з'єднатися з основною армією під орудою царя Болгарії. Потім Вотаніат приєднався до війська імператора, брав участь у важливій битві при Беласиці (відома також як битва при Клейдоні), де болгари зазнали нищівної поразки.
За цим Феофілакт Вотаніат отримав наказ очистити долину річки Струміци, що й було зроблено. Але на зворотньому шляху Вотаніат потрапив у засідку в ущелині, влаштовану Гаврило Радомиром, сином болгарського царя. За різними версіями Вотаніат загинув або потрапив у полон, а згодом його було страчено. Імператор Василь II помстився тим, що наказав осліпити полонених болгар, захоплених під час битви при Беласиці, за це згодом дістав прізвисько «Болгаробійця».

## Родина
- син Михайло, який в свою чергу мав сина Никифора, що у 1078 році став візантійським імператором.